# 土佐一得
土佐 一得（とさ いっとく、生没年不詳）は安土桃山時代から 江戸時代初期にかけて活躍した土佐派の絵師。一徳とも表記される。土佐光吉の門人とも弟ともいわれるが定かでない。

## 略伝
一般に慶長年間(1596年-1615年)に活躍したとされる（『扶桑名画伝』）。しかし、『星野山御建立記』には、寛永15年（1639年）に武蔵国川越の喜多院の客殿と書院に障壁画を描いたと記されている。また、信濃国飯田藩主脇坂安元が正保元年（1644年）4月から1年強の間、天領であった下館城の在番であった頃に記した『下館日記』に「樗斎（ちょさい）一得」という絵師が数回登場している。これが土佐一得だとすると実際の活動時期は少なくともこの頃まで伸びると考えられる。なお、「林和靖図」など一部の作品に「法橋」の白文茄子形印が捺されており、一得が法橋位を得ていたことが分かる。何時頃得たかは不明だが、これは先の喜多院障壁画制作の褒賞とも推測できる。
『下館日記』11月21日条では、安元のもとに一徳が訪れ、安元はその様子を記している。一得は容貌魁偉で背丈は4尺に届かず、手足も短く、聾啞・文盲・無知で常に「覚ざゑもん」を後見人に使っていた。しかし、絵の技量は狩野探幽と同等で、土佐派の絵師でありながら漢画の手法も充分に身に付けており、安元はその怪異な容姿に関わらず、絵は心で描き、一芸に秀でることは素晴らしいことだと、一得を称賛している。一得は半月ほど安元のもとに滞在し、安元の求めに応じてしばしば絵を描き、去り際に銀百両と「覚ざゑもん」は小袖一領を拝領している。
現在確認されている作品は10点ほど。中国宋の画院画家・李安忠の「鶉図」に学んだ写実的な「鶉図」が多く残るが、松花堂昭乗風の軽妙洒脱な作風も取り入れ、土佐派伝統の情緒的な細密画もこなしている。

## 代表作
| 作品名         | 技法         | 形状・員数 | 寸法（縦x横cm）   | 所有者                 | 年代           | 落款 | 印章                               | 備考                               |
| -------------- | ------------ | ---------- | ----------------- | ---------------------- | -------------- | ---- | ---------------------------------- | ---------------------------------- |
| 源氏物語図屏風 | 紙本著色     | 六曲一双   | 159.9x361.7（各） | 東京国立博物館         |                |      |                                    |                                    |
| 鶉蒲公英図     |              | 1幅        | 33.3x49.2         | 東京国立博物館         |                |      |                                    |                                    |
| 鶉図           | 紙本墨画淡彩 | 1幅        | 54.7x28.3         | 東京芸術大学大学美術館 |                |      | 「土佐」朱文鍾印・「一得」朱文方印 |                                    |
| 鶉図           | 絹本著色     | 1幅        | 28.0x37.5         | 頴川美術館             |                | 無   | 「樗斎」白文方印                   |                                    |
| 束帯天神像     |              | 1幅        | 103.0x43.0        | センチュリー文化財団   |                |      |                                    | 尊純法親王賛                       |
| 林和靖図       | 紙本著色     |            | 97.0x37.0         | 個人                   | 寛永年間頃の作 |      | 一得」朱文方印・印文不明朱印       | 林羅山賛。山形県指定文化財（絵画） |